# Гаврич, Александар
Александар Гаврич (серб. Александар Гаврић; 28 мая 1932, Белград — 6 декабря 1972, Инджия) — сербский и югославский киноактёр.

## Биография
В 1956 году окончил Академию театра, кино, радио и телевидения в Белграде. Тогда же начал сниматься в кино. Сыграл более чем в 30 фильмах, в том числе в ряде итальянских и немецких боевиков. Плодотворно сотрудничал с режиссёром Жикой Митровичем.
Погиб в автомобильной катастрофе.
Награждён Орденом Труда с серебряным венком СФРЮ.

## Избранная фильмография
- 1956 — Розыск — Станко
- 1960 — Капитан Леши — капитан Рамиз Леши
- 1960 — Сигналы над городом — командир Ранко
- 1961 — Салоникские патриоты — Орче Поп-Иорданов
- 1963 — Радополье
- 1964 — Марш на Дрину — Капитан Коста Хадживукович
- 1965 — Они шли за солдатами — Алесси
- 1965 — Виннету 3 (След головорезов)
- 1966 — Громовержец и Виннету — Деркс
- 1966 — До победы и дальше
- 1966 — Как любили друг друга Ромео и Джульетта — Стойл Станойлович
- 1966 — Поедем в город
- 1967 — Когда я буду мёртвым и белым — Дуле
- 1967 — Бомба в 10-10 — Шофер
- 1968 — Операция Белград — Мартин
- 1968 — Героин
- 1969 — По ходу солнца — Данило